# Basketbol'nyj klub Chimki
Il B.K. Chimki è una società cestistica avente sede nella città di Chimki, in Russia. Fondata nel 1997, gioca nel campionato russo.
Disputa le partite interne al Novator, che ha una capacità di 6.000 spettatori.

## Storia
Il Basketbol'nyj klub Chimki è considerato uno dei più importanti club della Russia. La squadra è stata fondata il 5 gennaio 1997 e subito ha vinto il titolo della sua lega regionale, cogliendo l'opportunità di guadagnare un posto in Superliga A. L'anno successivo, il Chimki si è posizionato tra le dieci migliori squadre in Russia, ottenendo un posto in Coppa Korać.

## Roster 2020-2021
Aggiornato al 24 giugno 2021.
|    | Naz.                   | Ruolo | Sportivo           | Anno | Alt. | Peso |  |
| -- | ---------------------- | ----- | ------------------ | ---- | ---- | ---- |  |
| 1  | Russia (bandiera)      | PG    | Aleksej Šved       | 1988 | 198  | 86   |  |
| 3  | Stati Uniti (bandiera) | P     | Errick McCollum    | 1988 | 188  | 87   |  |
| 6  | Lettonia (bandiera)    | AP    | Jānis Timma        | 1992 | 203  | 103  |  |
| 9  | Russia (bandiera)      | G     | Egor Vjal'cev      | 1985 | 193  | 88   |  |
| 10 | Russia (bandiera)      | C     | Andrej Desjatnikov | 1994 | 217  | 105  |  |
| 12 | Russia (bandiera)      | AP    | Sergej Monja       | 1983 | 202  | 103  |  |
| 14 | Russia (bandiera)      | GA    | Anton Ponkrašov    | 1986 | 200  | 93   |  |
| 17 | Russia (bandiera)      | AG    | Vladislav Odinokov | 2000 | 203  | 85   |  |
| 18 | Russia (bandiera)      | G     | Evgenij Voronov    | 1986 | 194  | 95   |  |
| 24 | Serbia (bandiera)      | P     | Stefan Jović       | 1990 | 198  | 94   |  |
| 25 | Russia (bandiera)      | C     | Timofej Mozgov     | 1986 | 216  | 125  |  |

### Staff tecnico
| Allenatore: | Andrej Mal'cev                            |
| Assistenti: | Aurimas Jasilionis, Aleksandar Trifunović |

## Palmarès
- Coppa di Russia: 1

2007-2008
- VTB United League: 1

2010-2011
- Eurocup: 2

2011-2012, 2014-2015